# Hyantis nigrescens
Hyantis nigrescens är en fjärilsart som beskrevs av Brooks 1939. Hyantis nigrescens ingår i släktet Hyantis och familjen praktfjärilar. Inga underarter finns listade i Catalogue of Life.